# ヨハネス10世 (ローマ教皇)
ヨハネス10世（Ioannes X、860年頃 - 928年6月）は、ローマ教皇（在位：914年3月 - 928年5月）。教会慣用名はヨハネ。

## 人物略歴
イタリアのトッシニャーノ生まれ。教皇登位は914年3月であった。クレモナ司教リウトプランドによると、ラヴェンナ大司教であった時より、ローマの有力貴族テオフィラットの妻テオドラと関係があったとされ、その真偽は定かではないが、教皇登位後もテオフィラットの強い支持を受けた。しかし、テオフィラット夫妻が920年代初めに死去すると、やがてイタリア王ウーゴと接近するようになった。しかし、のちのローマ教皇ヨハネス11世の母で、テオドラの娘であったマロツィアはトスカーナ辺境伯グイードと結婚しており、マロツィアとグイードはウーゴの勢力の増大を望まなかった。そのため、最終的にヨハネスは、マロツィア夫妻により獄死に追い込まれた。928年6月のことであった。